# Bob Mould
Robert Arthur Mould, detto Bob (Malone, 16 ottobre 1960), è un cantante, chitarrista e produttore discografico statunitense.
Negli anni '80 è stato chitarrista e autore degli Hüsker Dü, gruppo seminale Hardcore punk che nel corso della sua carriera seppe sviluppare il suo sound contaminandolo con il Pop rock, il noise e il rock psichedelico, influenzando innumerevoli altre importanti band a seguire.
Per la sua forte personalità artistica, l'innovativo stile chitarristico e la profondità poetica dei suoi testi, Mould è considerato uno dei massimi autori del rock contemporaneo e uno dei "fari" della scena alternativa statunitense.

## Attività
È conosciuto principalmente per essere stato il chitarrista e cantante degli Hüsker Dü durante gli anni ottanta. Dopo lo scioglimento del gruppo ha iniziato a pubblicare album da solista cui ha fatto seguito la fondazione di un nuovo gruppo musicale, gli Sugar. Dallo scioglimento degli Sugar ad oggi Bob Mould è tornato alla carriera da solista. All'attività da musicista affianca anche quelle di produttore discografico e dj (a volte sotto lo pseudonimo di LoudBomb, anagramma del suo nome).
Nel 2011 ha pubblicato con Michael Azerrad l'autobiografia See a little light: the Trail of Rage and Melody.
Dopo le sperimentazioni elettroniche dei primi anni 2000 nel 2012 è ritornato al suo classico stile con Silver Age, album intriso di rock vecchia maniera con una band di supporto composta da Jason Narducy al basso e Jon Wurster alla batteria.
Nel 2014 è tornato alla ribalta con Beauty & Ruin, disco che segna il definitivo ricongiungimento al suono delle origini, giudicato il suo miglior lavoro degli ultimi anni.
Nel 2019 è uscito il nuovo album intitolato Sunshine Rock e nell'agosto dello stesso anno ha partecipato con successo al Festival TOdays Festival a Torino.
È dichiaratamente gay e impegnato in prima persona per il riconoscimento dei matrimoni tra persone dello stesso sesso.

## Discografia da solista

### Album in studio
- 1989 - Workbook
- 1990 - Black Sheets of Rain
- 1996 - Bob Mould
- 1998 - The Last Dog and Pony Show
- 2002 - Modulate
- 2002 - Long Playing Grooves
- 2005 - Body of Song
- 2008 - District Line
- 2009 - Life and Times
- 2012 - Silver Age (Edsel)
- 2014 - Beauty & Ruin
- 2016 - Patch the sky
- 2019 - Sunshine Rock
- 2020 - Blue Hearts
- 2025 - Here We Go Crazy

### Raccolte
- 1994 - Poison Years
- 1994 - No Alternative

### Live
- 2002 - Live Dog `98

### Singoli ed EP
- 1989 - See A Little Light
- 1989 - Wishing Well + Four Live Tracks
- 1995 - Egøverride

## Opere
- See a little light: the Trail of Rage and Melody